# Szekler
Szekler (ungarsk: Székely, rumænsk: Secui, tysk: Szekler) er en ungarsk folkegruppe, som hovedsagelig lever i Transsylvanien i Rumænien og i enkelte områder i Vojvodina i Serbien. 

## Hjemland
Til forskel fra de fleste andre etniske minoriteter i Rumænien er szeklerne koncentreret i et geografisk område, som kaldes for Székelyföld (Szeklernes land). Ifølge gældende rumænsk statistik bor det omkring 670.000 szekler, hovedsageligt i distrikterne Hargita, Covásna og dele af Mureș. Szeklerne udgør en væsentlig del af den ungarske minoritet i Rumænien. Der har været diskussioner om at danne en autonom region, Szeklerland.

## Sprog
Den form for ungarsk som szeklerne taler, er noget forskelligt fra standardungarsk, både hvad gælder ordforråd, grammatik og intonation. I vise tilfælde har szeklerne bevaret hvad som i dagens standardungarsk er arkaismer. Dette er endnu tydeligere i Rumænien end i Serbien, eftersom standardungarsk i høj grad har blevet påvirket af slaviske sprog.

## Historie
I middelalderen var szeklerne del af Unio Trium Nationum ("De tre folks union"); en koalition af de tre transylvanske stænder, som ud over szeklerne bestod af den (hovedsagelig ungerske) adel og de transsylvanske saksere (det vil sige tyske borgere). Disse tre folkeslag styrede Transsylvanien, enten i forståelse eller konflikt med hinanden. De rumænske indbyggere var i hovedsag livegne, som selv mange ungarere var. De rumænere som var ortodokse, havde ikke nogle politiske rettigheder. 
Den mest omfattende beskrivelse af szeklernes land og traditioner blev skrevet mellem 1859-1868 af Balázs Orbán i værket "Székelyföld leírása" (En beskrivelse af szeklernes land).
Genetik: Moderne genetisk forskning tyder på, at ungarerne til en vis del stammer fra hunnerne.